# Real Clerecía de San Marcos

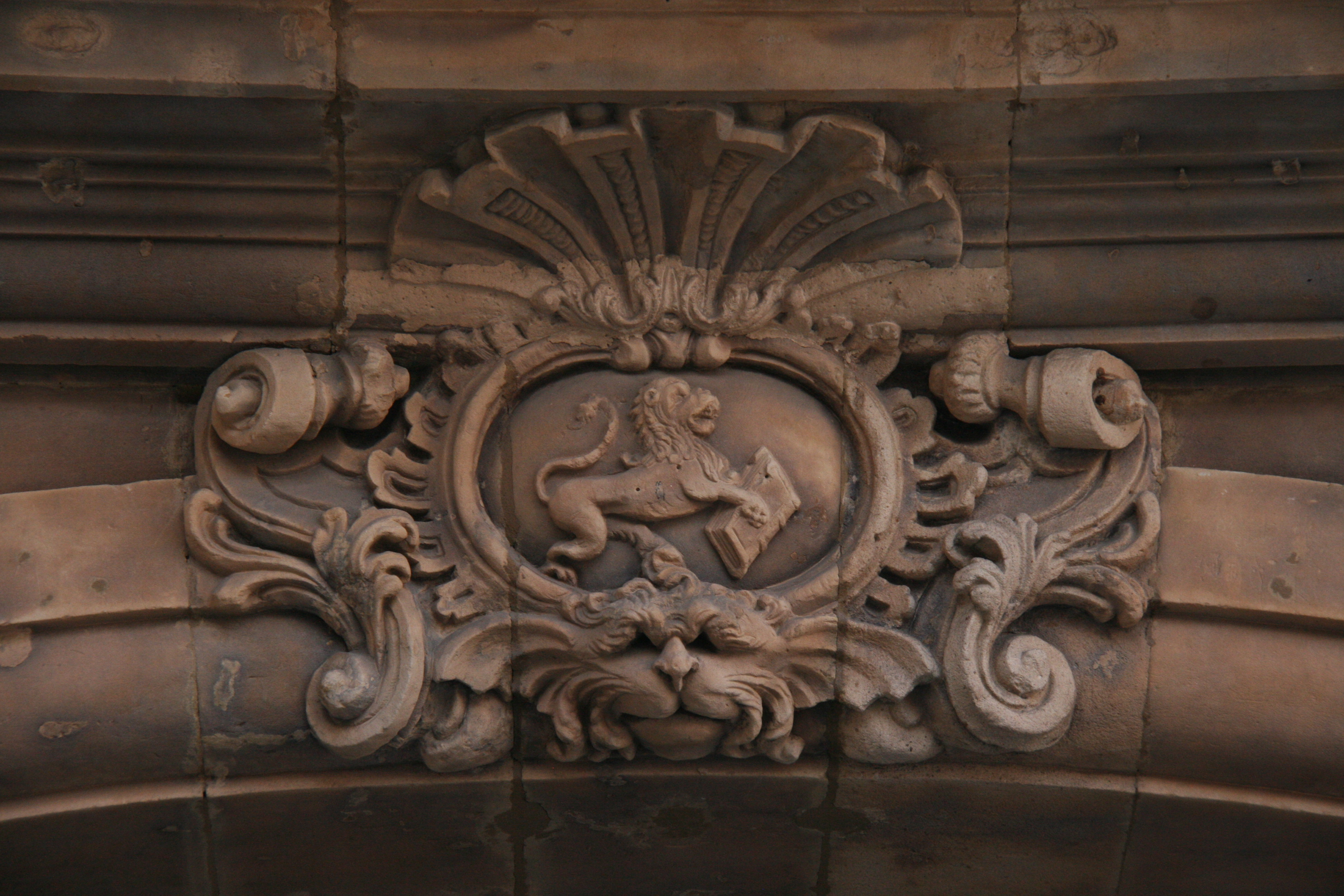
Dovela con el León de San Marcos en una de los arcos mayores del pabellón de Petrineros en la plaza Mayor de Salamanca.

La Real Clerecía de San Marcos es una asociación de clérigos de la ciudad de Salamanca. Esta asociación gremial, de origen medieval, tenía su sede en la iglesia de San Marcos. Ejerció influencia desde el siglo XIV hasta finales del siglo XVIII. Junto con la Universidad y el Cabildo Catedralicio era un organismo de poder en Salamanca.

## Historia
En el siglo XII en la zona Noroeste de la ciudad de Salamanca, en la denominada "Puerta de Zamora" se establece un núcleo de población. A lo largo del siglo XIII van creciendo de tamaño y poder las instituciones gremiales socio-religiosas. Surgen las asociaciones de clérigos con el objeto de proteger los intereses de los habitantes de la zona. 
El Conde Raimundo de Borgoña funda la Iglesia de San Marcos en el periodo de repoblación de la zona. Al parecer la clerecia fue fundada en 1202 por Alfonso IX de León, siendo obispo de Salamanca Vidal, cuando cedió la Iglesia y unas propiedades circundantes a la asociación del clero regular de la ciudad, por lo que adopta el nombre de "Clerecía de San Marcos", al que añadirá posteriormente el apelativo de "Real" cuando sus capellanes consigan ese título en el siglo XVII. La Clerecía poseía como fuentes de ingresos las aportaciones reales, las donaciones de privados y las relativas a las limosnas. El Abad de la Clerecía presenta al rey Felipe II los fueros para que los renueve, esta petición surge de una decisión real de renovar y revisar los fueros y anexarlos a la corona real. 
En el siglo XVIII disponían de un gran patrimonio que alcanzaba a casi medio centenar de patronatos, así como la iglesia de San Marcos (sede) y el Colegio del Espíritu Santo (denominado clerecía por pertenecer a esta asociación), además de todas las iglesias parroquiales y conventuales de Salamanca. El Real Colegio del Espíritu Santo fue asignado a la Clerecía tras la expulsión de España de los Jesuitas, sus anteriores propietarios. Desde entonces la iglesia del colegio es coloquialmente conocida como "la Clerecía". Este poder fue causa de tensiones con las otras fuentes de poder civil, como lo es el Consistorio municipal.
En la actualidad la Real Clerecía de San Marcos aún existe. Si bien su patrimonio mermó, aún conserva diversas propiedades en la ciudad cuyos alquileres o rentas dedica a obras de caridad. Suyo, entre otros, es el edificio sede de la Filmoteca de Castilla y León, en la plaza de San Julián. La Real Clerecía lo entregó en usufructo a la Diputación de Salamanca, la cual a su vez cedió su uso a la Junta de Castilla y León. A cambio de ese usufructo, la Diputación está obligada anualmente a reservar un número determinado de plazas en las residencias de su propiedad para personas mayores sin recursos.